# Los Guarda Historias
The Story Keepers (en español: Los Guarda Historias o Los Guardianes de la Historia) fue una serie animada irlandesa estadounidense, producida por Zondervan, Shephard Films y Focus on the Family, y ambientada en la época de las primeras persecuciones a los cristianos a través de la historia de Ben un pastor cristiano panadero y su esposa Helena, junto a los niños a su cuidado.
La serie consiste en 13 episodios y 2 películas, creadas a partir de la unión de los episodios anteriores.

## Trama
Luego del Gran Incendio de Roma, y el comienzo de las primeras persecuciones a los cristianos, un grupo de niños se refugian junto al panadero Ben y su esposa Helena, quienes cuentan a estos historias sobre Jesús de Nazaret y el Nuevo Testamento. Junto a la pareja, deciden crear una organización secreta para preservar y predicar la fe cristiana de los continuos esbirros del emperador Nerón, que busca matar a los cristianos.

## Producción
La serie fue producida por Zondervan en cooperación con la organización evangélica Enfoque a la Familia. Las animaciones fueron hechas por Shepherd Films. El guion fue escrito por J. David Stern, Bob McFarlane y Eric J. Dannenberg; y dirigido por Jimmy Murakami.